# Olympische Sommerspiele 1996/Teilnehmer (Norwegen)
| Gelbes Symbol für Goldmedaillen mit stilisierten Olympischen Ringen | Graues Symbol für Silbermedaillen mit stilisierten Olympischen Ringen | Braundes Symbol für Bronzemedaillen mit stilisierten Olympischen Ringen |
| ------------------------------------------------------------------- | --------------------------------------------------------------------- | ----------------------------------------------------------------------- |
| 2                                                                   | 2                                                                     | 3                                                                       |

Norwegen nahm an den Olympischen Sommerspielen 1996 in Atlanta, USA, mit einer Delegation von 97 Sportlern (42 Männer und 55 Frauen) teil.

## Medaillengewinner
Mit je zwei gewonnenen Gold- und Silber- sowie drei Bronzemedaillen belegte das norwegische Team Platz 30 im Medaillenspiegel.

### Gold
| Name          | Sportart       | Wettkampf               |
| ------------- | -------------- | ----------------------- |
| Knut Holmann  | Kanu           | Einer-Kajak, 1000 Meter |
| Vebjørn Rodal | Leichtathletik | 800 Meter               |

### Silber
| Name                             | Sportart | Wettkampf              |
| -------------------------------- | -------- | ---------------------- |
| Knut Holmann                     | Kanu     | Einer-Kajak, 500 Meter |
| Steffen Størseth & Kjetil Undset | Rudern   | Doppelzweier           |

### Bronze
| Name(n) | Sportart       | Wettkampf         |
| --- | -------------- | ----------------- |
| Ann Kristin Aarønes, Anne Nymark Andersen, Nina Nymark Andersen, Agnete Carlsen, Gro Espeseth, Tone Gunn Frustøl, Tone Haugen, Linda Medalen, Merete Myklebust, Bente Nordby, Marianne Pettersen, Hege Riise, Brit Sandaune, Reidun Seth, Ingrid Sternhoff, Heidi Støre, Tina Svensson, Trine Tangeraas & Kjersti Thun | Fußball        | Frauenturnier     |
| Trine Hattestad | Leichtathletik | Frauen, Speerwurf |
| Peer Moberg | Segeln         | Laser             |

## Teilnehmer nach Sportarten

### Bogenschießen
- Martinius Grov
Einzel: 15. Platz

- Wenche-Lin Hess
Frauen, Einzel: 17. Platz

### Boxen
- Jørn Johnson
Halbmittelgewicht: 9. Platz

### Fußball
- Frauenteam
Bronze

- Kader
Bente Nordby
Agnete Carlsen
Gro Espeseth
Nina Nymark Andersen
Merete Myklebust
Hege Riise
Anne Nymark Andersen
Marianne Pettersen
Linda Medalen
Brit Sandaune
Tina Svensson
Tone Haugen
Heidi Støre
Trine Tangeraas
Ann Kristin Aarønes
Tone Gunn Frustøl
Reidun Seth (ohne Einsatz)
Ingrid Sternhoff (ohne Einsatz)
Kjersti Thun (ohne Einsatz)
Trainer: Even Pellerud

### Gewichtheben
- Stian Grimseth
Superschwergewicht: 10. Platz

### Handball
- Frauenteam
4. Platz

- Kader
Heidi Tjugum
Tonje Larsen
Kjersti Grini
Kristine Duvholt
Susann Goksør Bjerkrheim
Kari Solem
Mona Dahle
Ann-Cathrin Eriksen
Hege Kvitsand
Trine Haltvik
Kristine Moldestad
Annette Skotvoll
Mette Davidsen
Sahra Hausmann
Hilde Østbø

### Kanu
- Knut Holmann
Einer-Kajak, 500 Meter: Silber 
Einer-Kajak, 1000 Meter: Gold

- Morten Ivarsen
Vierer-Kajak, 1000 Meter: Halbfinale

- Mattis Næss
Vierer-Kajak, 1000 Meter: Halbfinale

- Tom Selvik
Vierer-Kajak, 1000 Meter: Halbfinale

- Thomas Roander
Vierer-Kajak, 1000 Meter: Halbfinale

### Leichtathletik
- Geir Moen
200 Meter: Halbfinale

- Vebjørn Rodal
800 Meter: Gold

- Atle Douglas
800 Meter: Vorläufe

- Jim Svenøy
3000 Meter Hindernis: 8. Platz

- Steinar Hoen
Hochsprung: 5. Platz

- Sigurd Njerve
Dreisprung: 30. Platz in der Qualifikation

- Svein-Inge Valvik
Diskuswurf: 21. Platz in der Qualifikation

- Pål Arne Fagernes
Speerwurf: 13. Platz in der Qualifikation

- Anita Håkenstad Evertsen
Frauen, Marathon: 48. Platz

- Lena Solli-Reimann
Frauen, 100 Meter Hürden: Viertelfinale

- Hanne Haugland
Frauen, Hochsprung: 8. Platz

- Mette Bergmann
Frauen, Diskuswurf: 9. Platz

- Trine Hattestad
Frauen, Speerwurf: Bronze

### Radsport
- Svein Gaute Hølestøl
Straßenrennen, Einzel: Rennen nicht beendet

- Rune Høydahl
Mountainbike, Cross-Country: 11. Platz

- Ragnhild Kostøl
Frauen, Straßenrennen, Einzel: 18. Platz

- Ingunn Bollerud
Frauen, Straßenrennen, Einzel: Rennen nicht beendet

- May Britt Hartwell
Frauen, 3000 Meter Einzelverfolgung: 9. Platz
Frauen, Punkterennen: Rennen nicht beendet

- Gunn Rita Dahle-Flesjå
Frauen, Mountainbike, Cross-Country: 4. Platz

### Ringen
- Jon Rønningen
Fliegengewicht, griechisch-römisch: 17. Platz

### Rudern
- Fredrik Bekken
Einer: 6. Platz

- Kjetil Undset
Doppelzweier: Silber

- Steffen Størseth
Doppelzweier: Silber

- Halvor Sannes Lande
Vierer ohne Steuermann: 8. Platz

- Odd-Even Bustnes
Vierer ohne Steuermann: 8. Platz

- Olaf Tufte
Vierer ohne Steuermann: 8. Platz

- Morten Bergesen
Vierer ohne Steuermann: 8. Platz

- Magne Kvalvik
Leichtgewichts-Doppelzweier: 14. Platz

- Tor Albert Ersdal
Leichtgewichts-Doppelzweier: 14. Platz

- Kristine Bjerknes
Frauen, Doppelzweier: 7. Platz

- Kristine Klaveness
Frauen, Doppelzweier: 7. Platz

### Schießen
- Pål Hembre
Luftpistole: 26. Platz
Freie Scheibenpistole: 40. Platz

- Leif Steinar Rolland
Luftgewehr: 5. Platz

- Nils Petter Håkedal
Luftgewehr: 9. Platz
Kleinkaliber, Dreistellungskampf: 28. Platz
Kleinkaliber, liegend: 36. Platz

- Harald Stenvaag
Kleinkaliber, Dreistellungskampf: 41. Platz
Kleinkaliber, liegend: 30. Platz

- Harald Jensen
Skeet: 26. Platz

- Lindy Hansen
Frauen, Luftgewehr: 25. Platz
Frauen, Kleinkaliber, Dreistellungskampf: 12. Platz

- Hanne Vataker
Frauen, Luftgewehr: 44. Platz
Frauen, Kleinkaliber, Dreistellungskampf: 34. Platz

### Schwimmen
- Børge Mørk
100 Meter Brust: 31. Platz
200 Meter Brust: 26. Platz

- Vibeke Lambersøy Johansen
Frauen, 50 Meter Freistil: 17. Platz
Frauen, 100 Meter Freistil: 18. Platz

- Irene Dalby
Frauen, 400 Meter Freistil: 18. Platz
Frauen, 800 Meter Freistil: 5. Platz

- Elin Austevoll
Frauen, 100 Meter Brust: 12. Platz
Frauen, 200 Meter Brust: 18. Platz
Frauen, 200 Meter Lagen: 24. Platz

- Terrie Miller
Frauen, 100 Meter Brust: 20. Platz

### Segeln
- Peer Moberg
Laser: Bronze

- Herman Horn Johannessen
Soling: 9. Platz

- Paul Davis
Soling: 9. Platz

- Espen Stokkeland
Soling: 9. Platz

- Jorunn Horgen
Frauen, Windsurfen: 5. Platz

- Linda Konttorp
Frauen, Europe: 7. Platz

- Ida Andersen
Frauen, 470er: 10. Platz

- Linda Andersen
Frauen, 470er: 10. Platz

### Tennis
- Christian Ruud
Einzel: 9. Platz

### Turnen
- Flemming Solberg
Einzelmehrkampf: 61. Platz in der Qualifikation
Barren: 88. Platz in der Qualifikation
Boden: 92. Platz in der Qualifikation
Pferdsprung: 85. Platz in der Qualifikation
Reck: 84. Platz in der Qualifikation
Ringe: 91. Platz in der Qualifikation
Seitpferd: 68. Platz in der Qualifikation

### Volleyball (Beach)
- Jan Kvalheim
Herrenwettkampf: 7. Platz

- Bjørn Maaseide
Herrenwettkampf: 7. Platz

- Merita Berntsen
Frauenwettkampf: 9. Platz

- Ragni Hestad
Frauenwettkampf: 9. Platz